# Chualar
Chualar és una concentració de població designada pel cens dels Estats Units a l'estat de Califòrnia. Segons el cens del 2000 tenia 1.444 habitants.

## Demografia
Segons el cens del 2000, Chualar tenia 1.444 habitants, 279 habitatges, i 261 famílies. La densitat de població era de 929,2 habitants/km².
Dels 279 habitatges en un 71% hi vivien nens de menys de 18 anys, en un 77,4% hi vivien parelles casades, en un 11,8% dones solteres, i en un 6,1% no eren unitats familiars. En el 3,9% dels habitatges hi vivien persones soles l'1,8% de les quals corresponia a persones de 65 anys o més que vivien soles. El nombre mitjà de persones vivint en cada habitatge era de 5,18 i el nombre mitjà de persones que vivien en cada família era de 5,22.
Per edats la població es repartia de la següent manera: un 39,4% tenia menys de 18 anys, un 14,9% entre 18 i 24, un 30,2% entre 25 i 44, un 12% de 45 a 60 i un 3,5% 65 anys o més.
L'edat mediana era de 23 anys. Per cada 100 dones de 18 o més anys hi havia 115,5 homes.
La renda mediana per habitatge era de 43.125 $ i la renda mediana per família de 40.000 $. Els homes tenien una renda mediana de 20.667 $ mentre que les dones 19.643 $. La renda per capita de la població era de 10.096 $. Entorn del 12,4% de les famílies i el 15% de la població estaven per davall del llindar de pobresa.

## Poblacions més properes
El següent diagrama mostra les poblacions més properes.